# Reunião de Ministros e Altas Autoridades dos Direitos dos Afrodescendentes do Mercosul
A Reunião de Ministros e Altas Autoridades dos Direitos dos Afrodescendentes do Mercosul (RAFRO) é um órgão do Mercado Comum do Sul (MERCOSUL) dedicado aos temas de proteção e de direitos das comunidades de pessoas afrodescendentes. Suas reuniões ordinárias são semestrais e conduzidas a partir do país-membro ocupante da Presidência Rotativa Pro-tempore do Mercosul (PPT), e com abertura à participação social. Participam da RAFRO as principais autoridades da região nos temas de seu escopo. A Secretaria Nacional de Políticas de Promoção da Igualdade Racial (SEPPIR) representava o Brasil na RAFRO e, desde a criação do Ministério da Igualdade Racial (MIR) em 2023, este é o representante brasileiro na RAFRO.
As reuniões registram o compartilhamento de boas práticas para a equidade racial e discussões sobre posicionamento (por vezes, comum, conjunto) em outras instâncias internacionais, sobretudo, aquelas ligadas à Organização das Nações Unidas (ONU). Na primeira vertente, incluem o apoio à Serra da Barriga como patrimônio cultural do Mercosul e atividades para a incorporação da variável étnico-racial nas políticas públicas, incluindo a rodada de censos demográficos do início da década de 2020 e o entendimento da diversidade étnico-racial e cultural como elemento constitutivo dos países da região. Na segunda e última vertente, foram pautas das reuniões a Década Internacional de Afrodescendentes e a criação do Fórum Permanente dos Afrodescendentes na ONU, bem como a posição conjunta para a aprovação da Declaração Interamericana dos Direitos Humanos no âmbito da Organização dos Estados Americanos (OEA). Dentro do Mercosul, mantém interações com o Instituto de Políticas Públicas em Direitos Humanos (IPPDH); a Reunião de Altas Autoridades sobre Direitos Humanos (RAADH) e sua Comissão Permanente de Discriminação, Racismo e Xenofobia (CPDRX).
Foi criada em 2015 e, desde então, está vinculada ao Conselho do Mercado Comum (CMC), órgão máximo do Mercosul. A Decisão CMC n. 9 de 2015 estabeleceu para a reunião os objetivos associados a políticas públicas de promoção da igualdade racial, de enfrentamento ao racismo e de inclusão na integração regional, o que inclui assessoramento, proposição, coordenação de iniciativas nacionais. A criação partiu da compreensão de que as populações afrodescendente são "atores fundamentais para o desenvolvimento da região".

## Reuniões
As reuniões da RAFRO tal como demais órgãos de reuniões ministeriais do Mercosul ocorrem de forma semestral, seguindo a condução de cada Presidência Rotativa Pro-tempore do Mercosul (PPT), ocupada pelos Estados-Partes em ordem alfabética. De acordo com a plataforma de reuniões e documentos oficiais do Mercosul, RAFRO tem mantido a periodicidade dos encontros semestrais desde a primeira edição em novembro de 2015, tendo havido apenas reuniões ordinárias, resultando sempre em um documento final (ata de reunião) e a grande maioria tem sido realizadas nas capitais nacionais (Assunção, Brasília, Buenos Aires e Montevidéu), com exceção daquelas virtuais realizadas por videoconferência diante da pandemia de COVID-19 e da primeira reunião de 2024 ocorrida na cidade paraguaia de Hernandarias. A tabela abaixo lista as edições realizadas, a começar da mais recente.
| Tipo      | Edição | Data de início | Data final | Local            | PPT       | Documento final |
| --------- | ------ | -------------- | ---------- | ---------------- | --------- | --------------- |
| Ordinária | XVIII  | 07/11/2024     | 07/11/2024 | Montevidéu       | Uruguai   | Ata 2/2024      |
| Ordinária | XVII   | 03/06/2024     | 03/06/2024 | Hernandarias     | Paraguai  | Ata 1/2024      |
| Ordinária | XVI    | 16/11/2023     | 23/11/2023 | Brasília         | Brasil    | Ata 2/2023      |
| Ordinária | XV     | 08/05/2023     | 08/05/2023 | Buenos Aires     | Argentina | Ata 1/2023      |
| Ordinária | XIV    | 04/11/2022     | 04/11/2022 | videoconferência | Uruguai   | Ata 2/2022      |
| Ordinária | XIII   | 09/05/2022     | 09/05/2022 | videoconferência | Paraguai  | Ata 1/2022      |
| Ordinária | XII    | 20/10/2021     | 21/10/2021 | videoconferência | Brasil    | Ata 2/2021      |
| Ordinária | XI     | 11/05/2021     | 12/05/2021 | videoconferência | Argentina | Ata 1/2021      |
| Ordinária | X      | 03/11/2020     | 03/11/2020 | videoconferência | Uruguai   | Ata 2/2020      |
| Ordinária | IX     | 04/06/2020     | 04/06/2020 | videoconferência | Paraguai  | Ata 1/2020      |
| Ordinária | VIII   | 25/11/2019     | 25/11/2019 | Brasília         | Brasil    | Ata 2/2019      |
| Ordinária | VII    | 28/05/2019     | 28/05/2019 | Buenos Aires     | Argentina | Ata 1/2019      |
| Ordinária | VI     | 17/10/2018     | 17/10/2018 | Montevidéu       | Uruguai   | Ata 2/2018      |
| Ordinária | V      | 10/05/2018     | 10/05/2018 | Assunção         | Paraguai  | Ata 1/2018      |
| Ordinária | IV     | 23/10/2017     | 23/10/2017 | Brasília         | Brasil    | Ata 2/2017      |
| Ordinária | III    | 29/05/2017     | 29/05/2017 | Buenos Aires     | Argentina | Ata 1/2017      |
| Ordinária | II     | 24/05/2016     | 24/05/2016 | Montevidéu       | Uruguai   | Ata 1/2016      |
| Ordinária | I      | 23/11/2015     | 23/11/2015 | Assunção         | Paraguai  | Ata 1/2015      |